# Tityus sanarensis
Espèce
Tityus sanarensis est une espèce de scorpions de la famille des Buthidae.

## Distribution
Cette espèce est endémique de l'État de Lara au Venezuela. Elle se rencontre vers Andrés Eloy Blanco et Jiménez.

## Description
Le mâle syntype mesure 85,77 mm et la femelle syntype 62,05 mm.

## Étymologie
Son nom d'espèce, composé de sanar[e] et du suffixe latin -ensis, « qui vit dans, qui habite », lui a été donné en référence au lieu de sa découverte, Sanare.

## Publication originale
- González-Sponga, 1997 : « Venezuelan Arachnides. Two new species of the Tityus genus (Scorpionida: Buthidae) in the State of Lara. » Journal of Venomous Animals and Toxins, vol. 3, no 2, p. 295-310.